# جي. بي. ماكيفوي
جي. بي. ماكيفوي (بالإنجليزية: J. P. McEvoy)‏ (10 يناير 1897 - 8 أغسطس 1958)؛ روائي أمريكي.

## روابط خارجية
- جي. بي. ماكيفوي على موقع IMDb (الإنجليزية)
- جي. بي. ماكيفوي على موقع قاعدة بيانات برودواي على الإنترنت (الإنجليزية)
- جي. بي. ماكيفوي على موقع قاعدة بيانات الفيلم (الإنجليزية)